# Palazzo Della Rovere (Řím)
Palazzo della Rovere (také Palazzo dei Penitenzieri) je palác na via della Conciliazione v Římě. Postavil jej v roce 1480 kardinál Domenico Della Rovere a jeho architektem je s vysokou pravděpodobností Baccio Pontelli. Papež Alexandr VII. do něj přestěhoval penitenciáře, tedy zpovědníky s mimořádnými pravomocemi, a tak byl pojmenován i po nich. V roce 1945 jej papež Pius XII. přidělil Rytířskému Řádu Božího Hrobu Jeruzalémského, který v něm má reprezentativní sídlo rady velmistra dodnes. V části paláce je provozován hotel.